# Skolebakken Station
 For alternative betydninger, se Skolebakken.
Skolebakken Station er en letbanestation, der ligger i Aarhus midtby. Stationen afgrænser indre by fra havnen.
Stationen lå oprindeligt på jernbanen Grenaabanen. Den blev etableret sammen med flere andre stationer i forbindelse med åbning af Århus Nærbane på den indre del af Grenaabanen 4. august 1979.
Stationen blev lukket sammen med banen i 2016, mens de blev ombygget til at indgå i Aarhus Letbane. Strækningen mellem Aarhus H og Universitetshospitalet, som stationen indgår i, åbnede den 21. december 2017, mens Grenaabanen genåbnede som letbane 30. april 2019.
Før ombygningen bestod stationen af et spor langs med gaden Skolebakken og en perron med læskur og billetautomat. Ved sydenden af stationen var der en jernbaneoverskæring med bomme for Skibbrovej. Efter ombygningen består stationen af to spor med hver sin delvist overdækkede perron. Overskæringen er fjernet sammen med Skibbrovej, idet området er blevet ombygget, så det indgår i Hack Kampmanns Plads.
Navnet Skolebakken kommer fra Aarhus Katedralskole, der ligger lige overfor stationen. I 1700-tallet opstod der en lille bakke her, da borgerne smed deres affald her. Bakken blev udjævnet omkring 1860 og i stedet anlagdes en promenade, der med tiden blev til gaden Skolebakken. På letbanestationen er der opsat et skilt, der fortæller historien.

## Galleri
Skolebakken Station i 2014 før ombygningen til letbanestation gik i gang.
- Desiro-togsæt til Odder.
- Adgang fra syd.
- Perronen set fra nord med gaden Skolebakken til højre.
- Overskæring for Skibbrogade.

Skolebakken
| Foregående station |  | Aarhus Letbane                 |  | Efterfølgende station                     |
| ------------------ |  | ------------------------------ |  | ----------------------------------------- |
| Dokk1 mod Odder    |  | L1Kun til Odder i myldretiden  |  | Østbanetorvet mod Grenaa                  |
| Dokk1 mod Mårslet  |  | L1Kun til Grenaa i myldretiden |  | Østbanetorvet mod Grenaa                  |
| Dokk1 mod Aarhus H |  | L1Kører kun i myldretiden      |  | Østbanetorvet mod Hornslet                |
| Dokk1 mod Odder    |  | L2                             |  | Nørreport mod Lystrup                     |
| Dokk1 mod Aarhus H |  | L2                             |  | Nørreport mod Lisbjergskolen              |
| Dokk1 mod Aarhus H |  | L2                             |  | Nørreport mod Aarhus Universitetshospital |